# Plaza de la Patrona de Canarias
La plaza de la Patrona de Canarias es una gran plaza situada en el principal centro mariano de Canarias (la Villa Mariana de Candelaria) en la isla de Tenerife (España). Se encuentra junto a la Basílica de Nuestra Señora de la Candelaria (Patrona de Canarias) y es el lugar de encuentro de peregrinos y de las celebraciones de las festividades más importantes del municipio. 
La plaza de la Patrona de Canarias tiene la categoría de "Plaza de Interés Insular", dada por el Cabildo de Tenerife a finales de los noventa, junto a la Plaza de España (en la ciudad capital de Santa Cruz de Tenerife) y la Plaza del Cristo de La Laguna (en la ciudad de San Cristóbal de La Laguna).

## Historia
En el lugar donde se encuentra la plaza, se situaba antaño la Playa de la Arena, lugar donde se encontraba el convento y la antigua iglesia de la Virgen de Candelaria. En el centro de la playa se encontraba el Castillo de San Pedro, el cual fue construido en 1697. Este baluarte fue diseñado para defender la iglesia y el convento de la Virgen de ataques piráticos y saqueos. El castillo resultó prácticamente destruido en el temporal de noviembre de 1826, el mismo en el que se perdió la imagen original de la Virgen de Candelaria.
Tras el inicio de la construcción de la Basílica de Candelaria en 1949 nació la necesidad de crear una amplia plaza que enmarcara a la basílica aprovechando la gran explanada natural de la playa. Las obras de cimentación de la plaza comenzaron a finales de los años 1950. Finalmente la plaza de la Patrona de Canarias es inaugurada el día 31 de enero de 1959, por el obispo de la diócesis de Tenerife, Domingo Pérez Cáceres.
En la actualidad esta plaza está rodeada de comercios; hay varios bares y cafeterías. Además existe un proyecto de remodelación de esta plaza mariana en donde se incluyen la construcción de aparcamientos bajo la misma, la construcción de un auditorio al aire libre en sus proximidades y la mejora de la salida del tráfico por la calle La Magdalena, entre otras cosas.

## Características

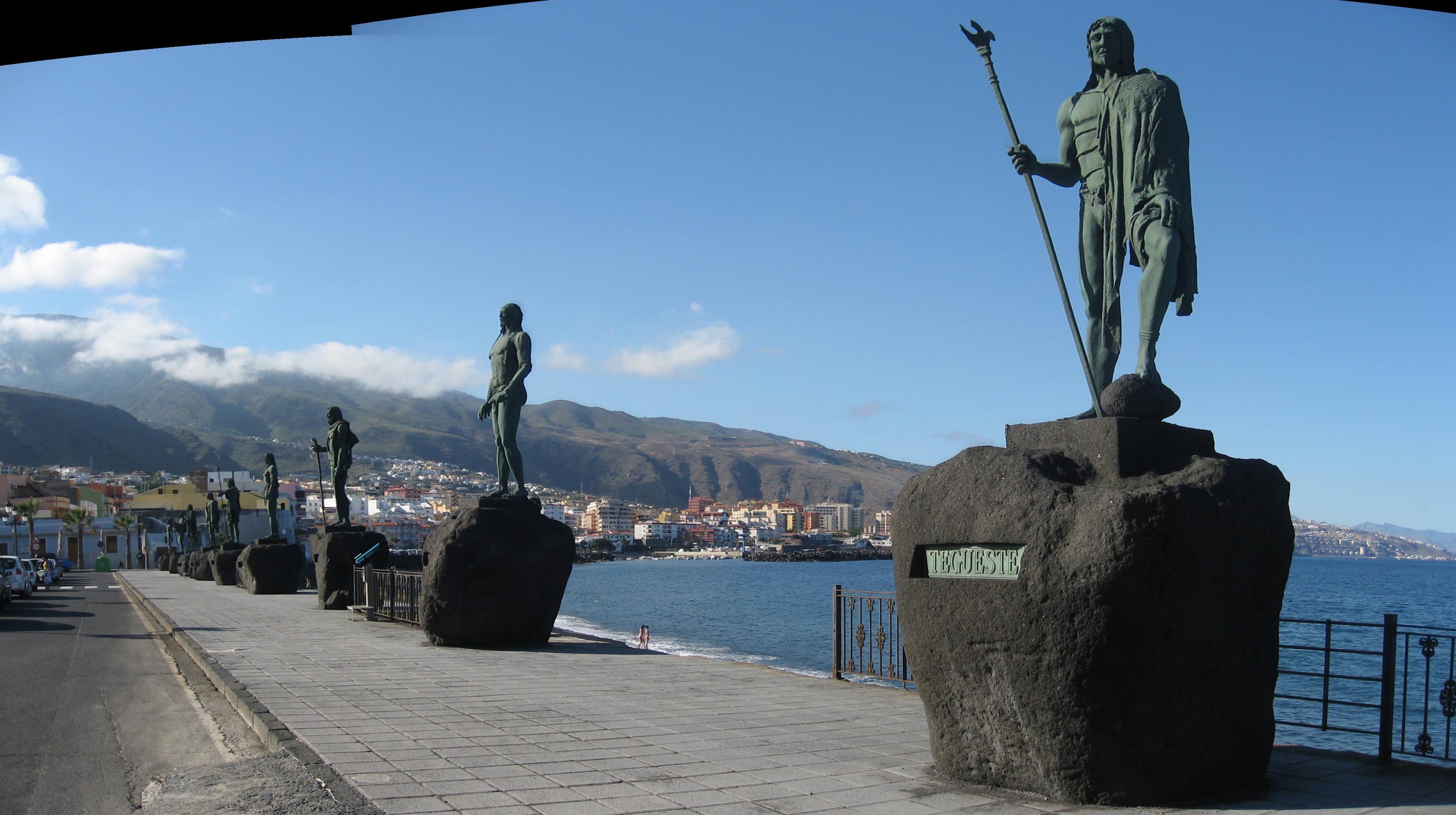
Esculturas de los menceyes en la plaza.

La Plaza de la Patrona de Canarias tiene dos principales accesos: la calle Obispo Pérez Cáceres, que es la calle peatonal y comercial del municipio, y la calle de los Príncipes, que es la calle vehicular de entrada. Uno de los atractivos de esta última calle es una serie de mosaicos realizados en piedras volcánicas, situados en un pequeño túnel (en un lateral de la plaza) y en donde están representadas las siete Islas Canarias una al lado de otra, excepto Tenerife la cual está enfrente de las demás islas (en el muro de enfrente).
La Basílica de Nuestra Señora de la Candelaria y su Real Convento se encuentran en el lado sur de la plaza. En el lado este, junto al mar, se encuentra el conjunto escultórico de los menceyes de Tenerife. Por su parte, en el ala norte se halla la calle Obispo Pérez Cáceres y por el lado oeste se encuentra la principal arteria de salida de la plaza. 
Todos estos componentes conforman un solo espacio escénico y monumental, destinado además de para acoger a los millones de peregrinos que llegan a esta plaza anualmente, para dar mayor monumentalidad a la basílica, conformando todo el entorno un complejo santuárico de gran monumentalidad.

## Estatuas de los Menceyes

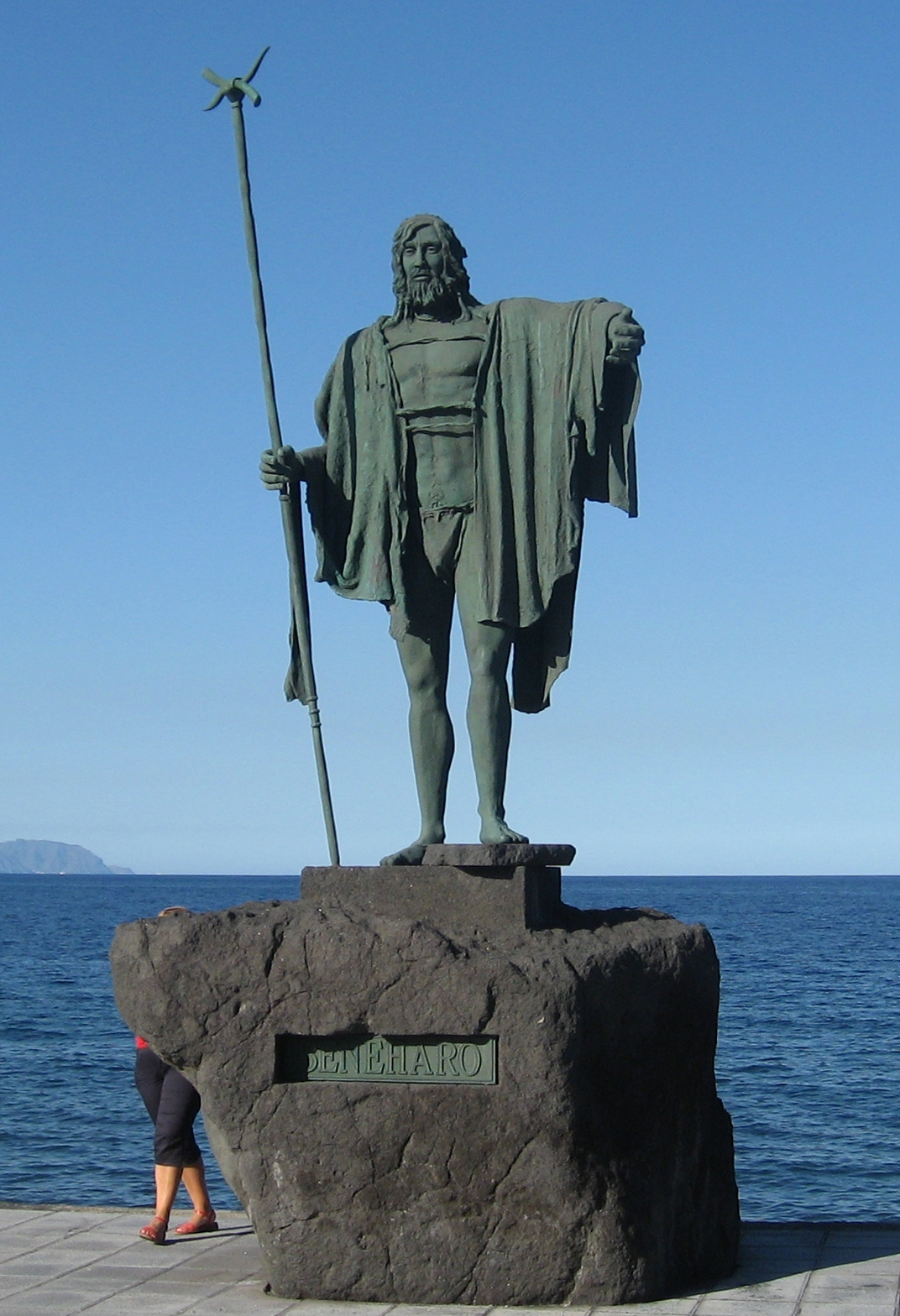
Estatua de Beneharo, mencey de Anaga

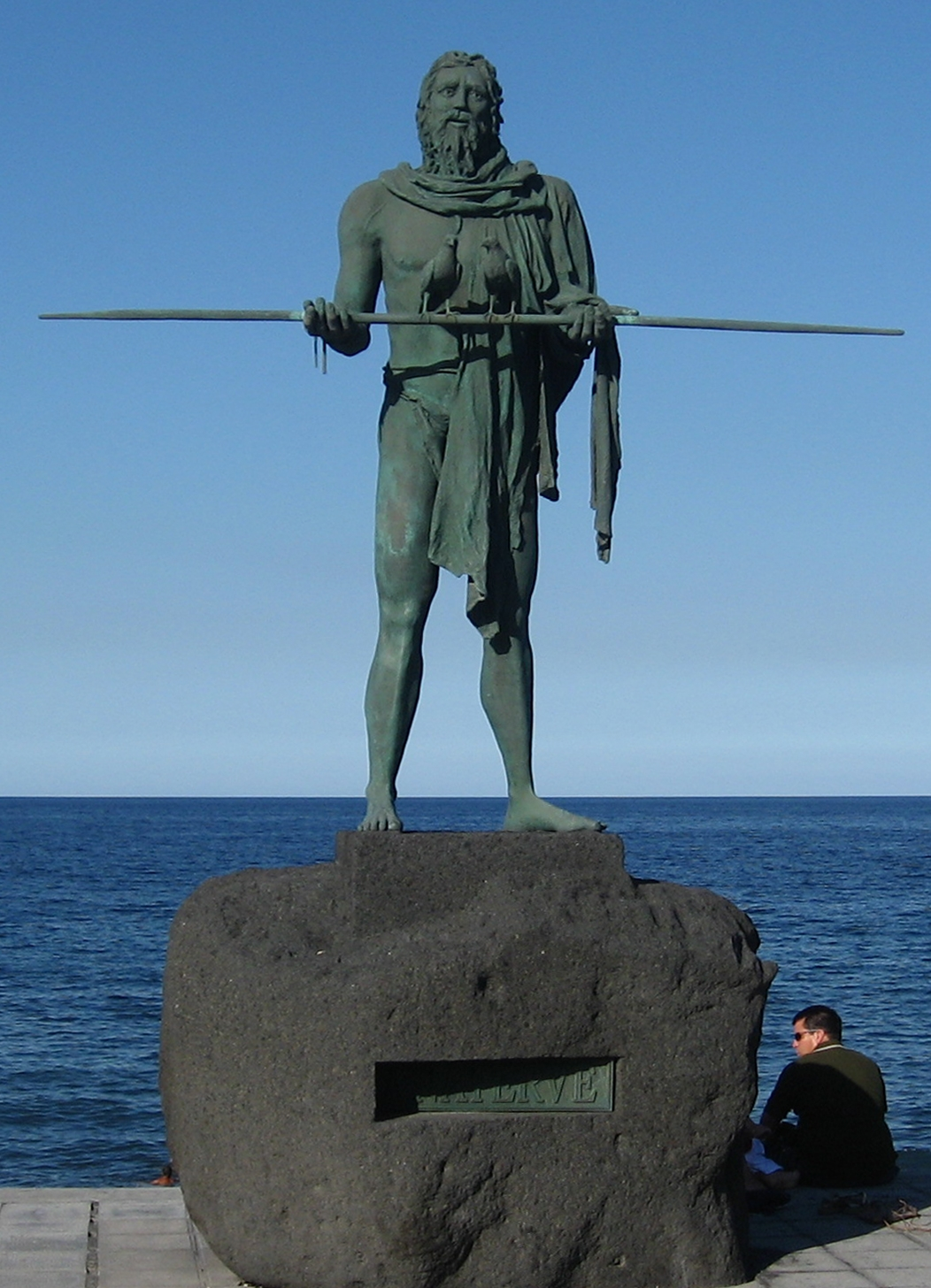
Estatua de Añaterve, mencey de Güímar

A un lado de esta plaza están las estatuas de los nueve menceyes que gobernaban los nueve menceyatos (reinos prehispánicos) de Tenerife. Actualmente son estatuas de bronce, las cuales sustituyeron a otras esculpidas en piedra volcánica que fueron trasladadas a otra avenida de la población a finales del siglo XX. Concretamente fue el 13 de agosto de 1993 cuando se inauguraron las nuevas figuras de los menceyes, obra del escultor José Abad. Estas estatuas son muy apreciadas por todos los canarios, pues representan una parte muy esencial de su cultura.
Estas estatuas de bronce, representan a los nueve líderes guanches y eran los descendientes del Mencey Tinerfe el Grande, hijo del Mencey Sunta, que tenía su corte en el Menceyato de Adeje (cien años antes de la conquista) y gobernaba toda la isla. Tuvo 9 hijos legítimos y uno ilegítimo, que posteriormente se rebelaron y dividieron la isla en 9 menceyatos (reinos). Estos nueve menceyes son: 
- Acaimo: Mencey de Tacoronte.
- Adjona: Mencey de Abona.
- Añaterve: Mencey de Güímar.
- Bencomo: Mencey de Taoro.
- Beneharo: Mencey de Anaga.
- Pelinor: Mencey de Adeje.
- Pelicar: Mencey de Icode.
- Romen: Mencey de Daute.
- Tegueste: Mencey de Tegueste.

### Curiosidades
- Una de las estatuas sostiene claramente en su mano la controvertida y polémica "Piedra Zanata", en concreto la sostiene el Mencey Romén. Cuándo se colocaron las estatuas la Piedra Zanata (piedra con inscripciones supuestamente guanches-bereber) estaba en el punto de mira de la arqueología canaria sobre su autenticidad o fraude.